# Стефан Немањић
Стефан Немањић, односно Стефан Немања II (око 1166 — 24. септембар 1227), познатији као Стефан Првовенчани (црсл. Стѣфань Первовѣнчанный), био је српски средњовековни владар (1196–1227) и први крунисани (овенчани) краљ међу Немањићима, због чега је добио надимак Првовенчани. Као српски велики жупан владао је у два наврата, од 1196. до 1202. године и потом од 1204. до 1217. године, а затим је као српски краљ наставио да влада од 1217. до 1227. године. Био је други син великог жупана Стефана Немање, родоначелника династије Немањића и његове супруге Ане. Стефанов старији брат Вукан Немањић био је удеони владар у приморским областима, а накратко и велики жупан (1202-1204), док је њихов најмлађи брат Свети Сава постао први српски архиепископ (1219). Током Стефанове владавине настављена је политика његовог оца Стефана Немање, што је довело до коначног обједињавања српских земаља, изградње независне државе, стицања краљевског достојанства и добијања аутокефалне цркве.
Постао је велики жупан и владар Србије када је наследио престо на државном сабору код Петрове цркве у Расу вероватно 25. марта 1196. године, а по жељи свог оца, који се тада одрекао власти и замонашио узевши име Симеон († 13.2.1200), Престо је наслеђен мимо права примогенитуре и после смрти оца Симеона, велики жупан Стефан Првовенчани морао је бранити оружјем своја владарска права од старијег брата - Вукана који је био кнез и самозвани краљ у Зети. Кнез Вукан је мислио да има више права на престо и титулу великог жупана, а њега је подржавао и угарски краљ Емерик. Тако је почео грађански рат између браће који је трајао од 1202. године до 1204. године, или до 1205. Привремено поражен од удружених снага брата Вукана и краља Угарске, Првовенчани се склонио вероватно у Бугарску 1202. или 1203. године. Након прве пропасти Византијског царства које су разорили крсташи Четвртог похода (у априлу 1204). Уз помоћ Бугара, Првовенчани се вратио на престо, али је одржао независност своје земље.
Независност Србије одлучио је да призна и римски папа надајући се да ће слањем краљевске круне ојачати свој углед у Србији. Посланик папе Хонорија III вероватно је донео краљевски венац (круну) у тадашњу Рашку, али је нејасно ко је извршио крунисање, он или архиепископ Сава Први. Према преовлађујућем мишљењу историчара Првовенчани је крунисан за краља Србије 1217. године. Мањи део историчара мисли да је било и друго крунисање у мају 1221. године,, али постоји и треће мишљење да је крунисање Првовенчаног за краља било најраније на Божић 1219. године. Тако су Срби после краљевина у Захумљу и Зети, добили нови краљевину у својој историји.
Игуман манастира Студенице Сава I Немањић (после Свети Сава) вероватно је предложио брату и владару Првовенчаном да су околности повољне да се Србија покуша и црквено осамосталити. У договору са братом Сава I је отишао у Никеју и из ње донео 1219. године сагласност за самосталност српске цркве и стварање аутокефалне српске архиепископије.
Првовенчани је и један од првих значајних писаца оригиналних житија владара-светитеља у српској књижевности, а његов стил постао је узор за друге писце. Његово најзначајније дело је „Житије Светог Симеона“ у којем је описао живот и чуда свога оца.
Стефан Првовенчани је пред крај живота боловао, те је стога одступио са власти, примивши монашки постриг и добивши име Симон, због чега га Српска православна црква слави управо као светог Симона. Умро је 24. септембра, али о тачној години његове смрти у историографији постоје различита мишљења, од 1223. до 1227.

## Име
Око његовог личног и владарског имена нема потпуног слагања међу историчарима. Већи број историчара пише да је после рођења добио име Стефан, али према писању других историчара прво је на крштењу добио очево име Немања (II).

## Биографија

### Рођење и младост
Претпоставља се да је рођен непосредно после очевог преузимања великожупанског престола у Рашкој, то јест око 1166. године. Први поуздани записи о Првовенчаном везани су за измирење Србије и Византије после битке на Морави 1190. После српског пораза у сукобу на Морави 1190. Византија није имала снаге да победу искористи за наметање своје врховне власти Србији. Напротив, великом жупану Стефану Немањи I цар Исак II Анђел признао је ослобађање од вазалних обавеза и препустио велики део територија које је освојио од Византије у претходној деценији. Да би се створио савез између дотадашњих непријатеља уговорен је брак између српског престолонаследника Првовенчаног и Евдокије, синовице византијског цара Исака II Анђела.

### Велики жупан (од 1196. до 1227)
Неколико година касније када је у априлу 1195. године Евдокијин отац Алексије III Анђел (1195—1203) постао цар, остарели Стефан Немања I је одлучио да је време да формално преда владарски престо царевом зету а свом средњем сину. То се вероватно догодило 25. марта 1196. године на државном сабору код Петрове цркве у Расу. Опис тог догађаја оставио је Свети Сава I Немањић у “Студеничком типику”. 

„... изабра племенитог и драгог сина Стефана Немању, зета Богом венчанога кир-Алексија, цара грчкога, …“

Свети Сава I Немањић, 
Старији Вукан је наставио да управља као кнез, и самозвани краљ, удеоном облашћу Зетом (Дукљом). Вукан је себе прогласио за краља Дукље (ту титулу су носили стари дукљански владари најкасније од 1077), Далмације, Требиња, Топлице и Хвосна (Метохије). Колико је познато Првовенчани је од око 1200. тражио од тадашњег папе Иноћентија III краљевски венац (то јест, круну) како би он постао краљ, а Србија краљевина. Томе се противио Вукан Немањић који је у Зети носио стару круну дукљанских краљева и желео је да он буде једини српски краљ. Овај сукоб око вишег владарског звања био је један од првих показатеља да међу браћом нема слоге и поверења који су били неопходни за јаку државу. Истовремено то је указивало на жељу обојице да имају више владарско звање, то јест врховну власт у Србији а то је био прави узрок оружаног сукоба који је уследио око 1202.
Брак са Евдокијом који је Првовенчаном можда пресудно помогао да наследи престо окончао се убрзо после смрти монаха Симеона Немање, а још док је у Византији владао Евдокијин отац цар Алексије III Анђел. Око 1201. Првовенчани је оптужио Евдокију за прељубу и отерао је. Бивша супруга је српског владара описала као прељубника и пијаницу. Изгледа да је Вукан тај разлаз искористио да покаже отворено неслагање са братом, прекорио га због грубости, а Евдокији дао пратњу до Драча. То је можда указало на почетак отвореног разлаза међу браћом.
У сукобу са братом Вукан је добио значајну помоћ од угарског краља Емерика. Угарска војска напала је Србију 1202. и тако је Вукан збацио Првовенчаног са власти. Изгледа да је Вукан владао Србијом између 1202. и 1204/05. Угарски краљ је себе видео као врховног владара Вуканове Србије, а од 1202. у титули краљева Угарске се јавља и и име Србије (Seruiaeque Rex). Поражени Првовенчани је био привремено протеран из Србије, а подршку је нашао у Бугарској.
Почетком XIII века Византија је убрзано слабила, а у јулу 1203. године крсташи из Четвртог крсташког рата први пут су освојили Цариград, али формално за византијског претендента. Коначно крсташки напад у априлу 1204. године довео је до пада Цариграда у руке крсташа и Венеције, а царство се распадало. Пропаст Византије, је омогућила Бугарској да стекне већи значај и слободније делује према Угарима.
У лето 1203. Бугари су поразили Угарску и освојили области од Ниша до Браничева. То је утицало да и Вукану ослаби углед и власт у Србији, али судећи по папским писмима он је и у једном делу 1204. био на власти у Србији, као и раније у марту 1203. Као штићеник бугарског владара Калојана (1197—1207), Првовенчани се могао вратити у Србију 1204. или 1205. и измирити са Вуканом. Рат међу браћом је престао, а према споразуму Првовенчани је остао велики жупан и врховни владар државе. Вукан је после био удеони кнез „југозападне Србије“.
Пошто су опљачкали Константинопољ 1204. године, Венецијанци и крсташке вође поделили су између себе велики део територије Византије, а за цара су прогласили Балдуина Фландријског. Грци су одржали своју власт у две новостворене државе Епирској деспотовини, на западу, и на подручју Никејске државе, на истоку. Латински цар је покушао покорити и Бугаре, али 1205. године у боју код Једрена Балдуин је потпуно поражен од стране Калојана. Сукоби Бугара и Латина су се наставили и ускоро, после смрти Калојана 1207. Првовенчаном се указала прилика да прошири своју власт. У Бугарској је дошло до сукоба, а власт је освојио Борило (1207—1218). Првовенчани је користио неприлике Бугара и помогао Бориловом сроднику Стрезу да се одметне у области Просека. Угари су такође користили прилику и завладали долином Велике Мораве, а Првовенчани је припојио Србији области Ниша, Врања, Биначке Мораве, Призрена и Липљана. Касније око 1214. Бугари и Латини су заједно напали Србију, али су били поражени код Ниша. Стрез који се тада нашао на страни противника српског великог жупана био је убијен, а Стефан Првовенчани је и то убиство описао као чудо Светог Симеона, који је тако штитио Србију од непријатеља.
Вероватно на почетку нереда у Бугарској, а пре него што их је потпуно искористио Првовенчани се коначно измирио са братом Вуканом и тако учврстио јединство државе. Вероватно у фебруару 1208. године Сава I Немањић је дошао у Србију и донео очево тело, како би било сахрањено у Студеници. У Студеничком типику Сава је записао да је осам година после смрти Симеона дошао „са часним моштима у Хвосно. И сазнавши владајући син његов Стефан Немања, и брат му кнез Вукан, сакупише светитеље, и јереје, и игумане са многим црнцима и са бољарима свим, ... са великом чашћу узеше мошти господина Симеона.”
Око 1214. године на Србију је са југа напао епирски владар Михајло I Анђел. Србија је привремено изгубила Скадар, али је Михајла убрзо убио слуга. Сам Стефан Првовенчани је у житију свога оца и тај догађај описао као чудо које је извршио Свети Симеон. Са новим владарем у Епирској деспотовини Теодором I Анђелом (од око 1214. до 1230) Првовенчани се измирио, а измирење је ојачано родбинским везама. Изгледа да је прво око 1216. године сестра великог жупана била удата за Манојла, брата Теодора I Анђела, а неколико година касније је, и кћерка Теодора I Анђела Ана удата за српског наследника престола Стефана Радослава.
У време приближавања западу, после пада Цариграда 1204. године, али пре крунисања краљевском круном, Стефан Првовенчани се оженио трећи пут изгледа 1216/1217. а жена му је постала Ана Дандоло, унука млетачког дужда Енрика Дандола (који је био идејни творац напада на Цариград у Четвртом крсташком рату).

### Крунисање за краља и црквено осамостаљење
После вишегодишњег ишчекивања краљевске круне, коначно Првовенчани је послао представника који је убедио папу Хонорија III да пошаље краљевску круну. Сви писани извори из средњег века описују једно крунисање Стефана Немање II Првовенчаног, али у њиховом опису постоје значајне разлике. Западни (латински) писани извори (Тома Архиђакон и Андрија Дандоло) описују крунисање које је извршио посланик папе Хонорија III, домаћи српски извори (Доментија Хиландарац и Теодосије Хиландарац) описују да је крунисање извршио архиепископ Сава Први. Стефан је према фрескописаним изворима био крунисан круном типа стематогирион - тип крунског венца. Каснији Немањићи су крунисани крунама типа стема.
Из описа архиђакона Томе Сплићанина већина српских историчара замислила је да се крунисање догодило 1217. године, али није потпуно јасно како су они из писања Томе Сплићанина успоставили директну везу крунисања Првовенчаног и 1217. године. Ипак, то је званично мишљење већине српских историчара. Првовенчани је такође наредио да сви будући српски краљеви буду крунисани у Жичи.
Ипак, изгледа да архиђакон Тома Сплићанин није написао да је крунисање било 1217. године, него само да је у августу 1217. кроз Сплит прошло посланство које је у Рим послао велики жупан Србије да тражи краљевску круну Другачије крунисање описују домаћи писци монаси Доментијан и Теодосије. Они описују да је лично Сава I Српски као архиепископ на сабору у Жичи извршио крунисање свога брата. Тешко је одбацити опис који је оставио Савин ученик Доментијан. Доментијан је скоро сигурно познавао једног од присутних на крунисању, свог учитеља, Саву I Немањића, а постоји и мишљење да је Доментијан Хиландарац могао присуствовати крунисању, то јест да је најпоузданији и основни извор о крунисању Првовенчаног његово писање. Изгледа да је Доментијан Хиландарац не само временски и просторно био ближи описаном крунисању, него и веродостојнији као историчар од Томе Сплићанина. Доментијан Хиландарац је описао да је крунисање извршио његов учитељ Сава I Немањић када је био архиепископ, а то није могло бити пре 1219.
Раније, неки истраживачи су замислили (Драгутин Анастасијевић и други) да је после осамостаљења српске архиепископије извршено поновно крунисање Стефана Првовенчаног по православном обреду. Према тој замисли одржан је и други крунидбени државно-црквени сабор 1221. године, у манастиру Жичи, подигнутом као седиште нове архиепископије. Према тој замисли на сабору Сава I Немањић, папином круном (венцом) поново је крунисао (овенчао) свог брата Првовенчаног за краља. Опис крунисања сличан Доментијановом оставио је и Теодосије Хиландарац.
Два извора настала међу Србима ближи су по времену настанка крунисању Првовенчаног од латинских. Један од њих је најстарији писани извор у коме се Првовенчани појављује као „крунисани краљ“ а то је његово писмо из марта 1220. године. Други по значају домаћи писани извор је детаљни опис који је средином 13. века написао Доментијан Хиландарац у ’’Житију Светог Саве’’ и из њих је настало новије мишљење да је било само једно крунисање Првовенчаног, вероватно, на Божић 1219. године, или најкасније почетком 1220. године у Жичи, а да га је извршио архиепископ Сава I Немањић са краљевском круном послатом из Рима.

„ ... изабравши од својих ученика … епископа Методија и посла га у Рим … И написавши посланицу … папи ... молио је да му пошаље ... благословени венац, да венча свог брата на краљевство по првом отачаству краљевства њиховог, у коме се и отац њихов роди … у месту званом Диоклитија, које се зове велико краљевство од почетка ... пренесен би благословени венац у отачаство његово ... Призвавши благоверног брата свога, превеликог жупана кир Стефана, у велику архиепископију звану Жи(т)чу … преосвећени кир Сава сатвори по обичају свеноћно стојање … и после ... исхода свете литургије, узевши свети венац у великом светилишту, венча благоверног брата свога, и помаза га Духом светим на краљевство да се зове самодржавни господин кир Стефан краљ свих српских и поморских земаља.“

Доментијан Хиландарац, 
Од папе послата краљевска круна подизала је углед српског владара Стефана Првовенчаног и представљала је међународно правно признање Србије као независне државе. Истовремено, признање круне из Рима у Србији је подизало углед римског папе. Пре крунисања у повељи коју је издао Хиландару он се потписао као „велики жупан Стефан намесник господин све Српске Земље”. После крунисања он је у повељама манастирима (Жичи и Свете Богородице на Мљету) потписан као „Стефан, по Божијој милости венчани први краљ све српске земље, Диоклије и Травуније и Далмације и Захумља” и „Стефан, по милости Божјој венчани краљ и самодржац све Српске Земље и Поморја”. Као први од Немањића који је добио краљевски венац, назван је „првовенчани краљ” и из тог средњовековног описа је изведено име под којим је данас познат Првовенчани.
Поред историчара, неки мисле да су значајна мишљења Јустина Поповића и Николаја Велимировића који кажу да се крунисање круном папе Хонорија III није десило.
Самосталност Србије није могла бити потпуна док су њени становници признавали верску власт старешина који су били у другим државама. Већина, православни Срби су били под верском влашћу Охридске архиепископије. Зато је уз договор са старијим братом и владаром Србије, Сава I Немањић, игуман манастира Студенице, отпутовао у Никеју. Ту су били протерани византијски цар Теодор I Ласкарис и васељенски патријарх Манојло Харитопул и Сава је од њих тражио самосталност за Српску православну цркву. Прилике за такав захтев су биле повољне. Између Грка у Никеји и Епиру постојао је сукоб око тога ко је законити наследник царства Ромеја. За цара и патријарха у Никеји молба Саве I Немањића била је прилика да се истакне значај Никеје као средишта источног хришћанства. Цар Теодор Ласкарис и патријарх Манојло одлучили су да Сава буде „рукоположен” за првог српског архиепископа 1219. године, а испунили су и његову другу молбу да се будући српски архиепископи бирају у Србији. После повратка у Србију 1219. архиепископ Сава је уређивао црквени живот новостворене архиепископије и стварао нове епископије. Можда није све нове епископије основао 1220. године, а за седиште архиепископа одређен је манастир Жича.

### Последње године и смрт Првовенчаног
Како се за Првовенчаног бележи да је боловао пред смрт, а његов син Стефан Радослав се у две одлуке градског већа Котора из 1221. године и једној из 1227. године спомиње као краљ настала је претпоставка да је пред крај владавине Првовенчани власт делио са најстаријим сином, али о томе постоје различита мишљења у историографији. Радослав је вероватно добио само на управу део Захумља и Зете са Котором и ту је био краљ, то јест био је само управник једне области у Србији, слично као што је то раније био и краљ Вукан.
Стефан Првовенчани је умро 24. септембра, али о када је реч о години смрти, у историографији су изношења разна мишљења, од 1223. до 1227. Пред смрт се разболео и боловао је на неком од својих дворова. Ту га је нашао архиепископ Сава I и непосредно пре смрти замонашио давши му име Симон. Прво је био сахрањен у манастиру Студеници, а после тога у својој задужбини манастиру Жичи. Његове мошти су преношене петнаестак пута, од тога три преноса су била у време Карађорђа: Први је био у време Кочине крајине, други пренос био је у пролеће 1806. кад је Студеница попаљена и била привремено напуштена, када су мошти смештене у манастир Враћевшницу. Трећи пренос био је пред сам крај устанка 1813. када су мошти склоњене у манастир Фенек. Од 1839. године мошти почивају у манастиру Студеници, са изузетком Првог светског рата када су биле пренете у Пећ и потом у манастир Острог.
Стефана Првовенчаног на престолу је наследио најстарији син Стефан Радослав. Стефан Првовенчани је подигао манастир Жичу, а такође је написао „Житије Светог Симеона“, то јест биографију свог оца Стефана Немање I и чуда душе Светог Симеона после смрти тела.
Имао је четири сина, међу њима будуће краљеве Радослава, Владислава и Уроша I, затим Предислава, будућег српског архиепископа Саву II и кћерку Комнину, док поједини извори наводе да је имао још једну ћерку, под именом Ренијера.
Српска православна црква га прославља од времена владавине Немањића као преподобног сваког 24. септембра тј. 7. октобра по новом календару. Зато су дан и месец његове смрти неспорни, али је мање извесно да ли је умро баш 1227. године, или можда 1228.

## „Житије Светог Симеона“ Стефана Првовенчаног
Стефан Првовенчани био је васпитан у византијском духу, љубитељ књижевности и „разуман и вешт приповедач“, како га назива Теодосије, ученик Доментијана и биограф Светог Саве.
„Живот и подвизи Светог Симеона“ (1216) су прва српска целовита биографија. Обухвата сав живот Стефана Немање I, од рођења до смрти, обухватајући и чудне догађаје после смрти у којима су се испољиле његове натприродне моћи. Дело је написано панегиричним стилом. Доминантни поступци су апстраховање, идеализација и спиритуализација стварности.
Од човека из Савиног списа, Немањин лик доживљава огромну промену - губи све људске црте и постаје инструмент божанске правде - светитељ, чудотворац и божији изабраник. Такође, у односу на Савин емоционално обојени стил, код Првовенчаног не постоје животне и потресне сцене. То не дозвољава сам начин излагања Првовенчаног који се одвија према библијском моделу.

## Породица

### Супруге
- Евдокија Анђео
- Жена непознатог имена[66]
- Ана Дандоло

### Мушка деца
- Стефан Радослав (1192—1235)
- Стефан Владислав (1198—1267)
- Сава II (Предислав) (1200—1271)
- Стефан Урош I (1223—1277)

### Женска деца
- Комнина Немањић (1193—?)
- Ћерка непознатог имена[67]

### Унуци
- Калојан (севастократор)

## Породично стабло
|  |                       |  |  |  |  |  |  |  |  |  |  |  |  |  |  |  |
|  | 4. Завида             |  |  |  |  |  |  |  |  |  |  |  |  |  |  |  |
|  |                       |  |  |  |  |  |  |  |  |  |  |  |  |  |  |  |
|  |                       |  |  |  |  |  |  |  |  |  |  |  |  |  |  |  |
|  | 2. Стефан Немања I    |  |  |  |  |  |  |  |  |  |  |  |  |  |  |  |
|  |                       |  |  |  |  |  |  |  |  |  |  |  |  |  |  |  |
|  |                       |  |  |  |  |  |  |  |  |  |  |  |  |  |  |  |
|  | 1. Стефан Првовенчани |  |  |  |  |  |  |  |  |  |  |  |  |  |  |  |
|  |                       |  |  |  |  |  |  |  |  |  |  |  |  |  |  |  |
|  |                       |  |  |  |  |  |  |  |  |  |  |  |  |  |  |  |
|  | 3. Ана Немањић        |  |  |  |  |  |  |  |  |  |  |  |  |  |  |  |
|  |                       |  |  |  |  |  |  |  |  |  |  |  |  |  |  |  |
|  |                       |  |  |  |  |  |  |  |  |  |  |  |  |  |  |  |

## Популарна култура
У српској ТВ серији Немањићи — рађање краљевине, Стефана Првовенчаног тумачи Војин Ћетковић.

## Занимљивости
У српској јавности (медији, уџбеници...) о Стефану Немањићу се често погрешно говори као о првом српском краљу (првовенчани-првокрунисани). Исправно је тумачити реч првовенчани као први крунисани (венац је круна) из династије Немањића, а не као први српски краљ, јер је било српских краљева и пре Немањића. Тако Андрија Качић Миошић у Разговорима угодним народна словинскога пише о краљевима Михаилу и Бодину: "На 1077. Краљеваше у србској земљи краљ Михајло. На 1100. Краљева је у србској земљи и у Далмацији краљ Бодин.". Данијеле Фарлати у Светом Илирику пише о краљу Павлимиру: "... Долазак Павлимира и осталих Срба... хрватски дукс и српски краљ са својим племићима и великашима... Стога се морао задовољити далматинском Србијом... обје Србије су се ујединиле у једно краљевство..."

## Извори и литература
Извори
- Богдановић, Димитрије, ур. (1988). Теодосије: Житија (PDF). Београд: Просвета; Српска књижевна задруга.
- Даничић, Ђура, ур. (1865). Животи Светога Симеуна и Светога Саве, написао Доментијан. Београд: Државна штампарија.
- Даничић, Ђура, ур. (1866). Животи краљева и архиепископа српских, написао архиепископ Данило и други. Загреб: Штампарија Светозара Галца.
- Мак Данијел, Гордон; Петровић, Дамњан, ур. (1988). Данило Други: Животи краљева и архиепископа српских: Службе (PDF). Београд: Просвета; Српска књижевна задруга.
- Маринковић, Радмила, ур. (1988). Доментијан: Живот Светога Саве и Живот Светога Симеона (PDF). Београд: Просвета; Српска књижевна задруга.
- Мирковић, Лазар; Радојчић, Никола, ур. (1935). Архиепископ Данило: Животи краљева и архиепископа српских (PDF). Београд: Српска књижевна задруга.
- Острогорски, Георгије; Баришић, Фрањо, ур. (1971). Византијски извори за историју народа Југославије. 4. Београд: Византолошки институт.
- Павловић, Драгољуб, ур. (1970). Стара српска књижевност. 1. Нови Сад; Београд: Матица српска; Српска књижевна задруга.
- Свети Сава (2009). Сабрана дела. Архивирано из оригинала 07. 12. 2018. г. Приступљено 23. 05. 2016.
- Доментијан (1970). Живот Светог Саве, Стара српска књижевност I. Нови Сад-Београд. Приступљено у марту 2014.
- Теодосије (2009). ЖИТИЈА. Архивирано из оригинала 07. 12. 2018. г. Приступљено 23. 05. 2016.
- Стојановић, Љубомир (1927). Стари српски родослови и летописи (PDF). Зборник за историју, језик и књижевност српског народа: Прво одељење. 16. Београд: Српска краљевска академија.
- Arhiđakon Toma (2003). Historia Salonitana.
- Fejér, Georgius (1829). Codex diplomaticus Hungariae ecclesiasticus ac civilis, Tomi II. Budae.

Литература
- Basić, Ivan (2005). Venerabilis presul Iohannes. Historijski Ivan Ravenjanin i začetci crkvene organizacije u Splitu u VII. stoljeću, Povijesni prilozi,. 29. Загреб.
- Благојевић, Милош; Медаковић, Дејан (2000). Историја српске државности. 1. Нови Сад: Огранак САНУ.
- Богдановић, Димитрије (1981). „Преображај српске цркве”. Историја српског народа. 1. Београд: Српска књижевна задруга. стр. 315—327.
- Божић, Иван (1950). „О положају Зете у држави Немањића”. Историски гласник. 3 (1-2): 97—122.
- Бубало, Ђорђе (2010). „Када је велики жупан Стефан Немањић издао повељу манастиру Хиландару?”. Стари српски архив. 9: 233—241.
- Бубало, Ђорђе (2009). „Да ли су краљ Стефан и Првовенчани и његов син Радослав били савладари?”. Зборник радова Византолошког института. 46: 201—227.
- Бубало, Ђорђе (2020). „Још једном о години смрти краља Стефана Првовенчаног”. Стефан Првовенчани и његово доба. Београд: Историјски институт. стр. 99—118.
- Даниловић, Драгољуб В. (2014). Жичка епископија у средњем веку, Филозофски факултет Београд - докторска дисертација.
- Ђекић, Ђорђе Н. (2019). Зашто Стефан Првовенчани нема своје житије? (PDF). Филозофски факултет Ниш.
- Живојиновић, Мирјана (2020). „Велики жупан Стефан Немањић – метох у Хвосну”. Стефан Првовенчани и његово доба. Београд: Историјски институт. стр. 83—98.
- Ивановић, Милош (2020). „Властела у време владавине Стефана Првовенчаног”. Стефан Првовенчани и његово доба. Београд: Историјски институт. стр. 119—35.
- Калић, Јованка (1998). „Претече Жиче: крунидбена места српских владара”. Историјски часопис. 44 (1997): 77—87.
- Калић, Јованка (2013). „Епископски градови Србије у средњем веку”. Зборник радова Византолошког института. 50 (1): 433—447.
- Ковачевић, Јован (1955). „Традиција о Дукљанском краљевству код Немањића”. Историски часопис. 5: 291—294.
- Коматина, Ивана (2014). „Ана Дандоло - прва српска краљица?” (PDF). Зборник Матице српске за историју. 89: 7—22.
- Коматина, Ивана (2020). „И обнови своју дедовину и боље је утврди - Стефан Немања и Стефан Првовенчани и уобличавање српске државности”. Стефан Првовенчани и његово доба. Београд: Историјски институт. стр. 37—61.
- Коматина, Ивана (2021). Краљ Стефан Урош I Велики и његов век. Београд: Историјски институт.
- Коматина, Предраг (2020). „Житије Светог Симеона од Стефана Немањића као извор за хронологију промена на великожупанском престолу”. Стефан Првовенчани и његово доба. Београд: Историјски институт. стр. 17—35.
- Логос, Александар А. (2017). Историја Срба I (PDF). Београд. ISBN 978-86-85117-37-4.
- Марјановић-Душанић, Смиља (1997). Владарска идеологија Немањића: дипломатичка студија. Београд.
- Марковић, Миодраг (2009). Прво путовање Светог Саве у Палестину и његов значај за српску средњовековну уметност. Београд.
- Миљковић, Бојан (2020). „Непозната кћи Стефана Првовенчаног”. Стефан Првовенчани и његово доба. Београд: Историјски институт. стр. 159—184.
- Новаковић, Реља (1958). „Кад се родио и кад је почео да влада Стеван Немања?”. Историски гласник. 11 (3-4): 165—192.
- Орбини, Мавро (1999). Краљевство Славена. Загреб.
- Пириватрић, Срђан (2020). „Брак Стефана Немањића и Евдокије Анђелине Комнине: Хронологија и историјски контекст уговарања и раскидања једног династичког савеза”. Стефан Првовенчани и његово доба. Београд: Историјски институт. стр. 139—158.
- Поповић, Даница (2013). „Када је краљ Стефан Првовенчани уврштен у светитеље? Прилог проучавању владарске канонизације у средњовековној Србији”. Зборник радова Византолошког института. 50 (2): 573—585.
- Порчић, Небојша (2020). „Вукан Немањић - крунисани и миропомазани краљ?”. Стефан Првовенчани и његово доба. Београд: Историјски институт. стр. 63—80.
- Радић, Радивој (2020). „Један занемарени помен Србије и Ниша из XIII века”. Стефан Првовенчани и његово доба. Београд: Историјски институт. стр. 185—192.
- Синдик, Душан (1988). „О савладарству краља Стефана Радослава”. Историјски часопис. 35: 23—29.
- Слијепчевић, Ђоко М. (1962). Историја Српске православне цркве. 1. Минхен: Искра.
- Станковић, Влада (2012). „Стефан Немањић и његов брат Сава у списима Димитрија Хоматина” (PDF). Византијски свет на Балкану. 1. Београд: Византолошки институт. стр. 111—118.
- Стојковски, Борис (2017). „Римокатоличка рецепција и житије Стефана Првовенчаног - Светог Симона: Историја, култ, прозелитизам”. Српска краљевства у средњем веку. Краљево: Град Краљево. стр. 199—214.
- Fine, John Van Antwerp (1994). The Late Medieval Balkans: A Critical Survey from the Late Twelfth Century to the Ottoman Conquest. University of Michigan Press. ISBN 978-0-472-08260-5.
- Ћирковић, Сима (1970). „Зета у држави Немањића” (PDF). Историја Црне Горе. 2 (1). Титоград: Редакција за историју Црне Горе. стр. 3—93.
- Ћирковић, Сима (1981). „Унутрашње и спољне кризе у време Немањиних наследника”. Историја српског народа. 1. Београд: Српска књижевна задруга. стр. 263—272.
- Ћирковић, Сима (1995). Срби у средњем веку. Београд: Идеа.
- Ћирковић, Сима (2004). Срби међу европским народима. Београд: Equilibrium.
- Ферјанчић, Божидар (1981). „Одбрана Немањиног наслеђа - Србија постаје краљевина”. Историја српског народа. 1. Београд: Српска књижевна задруга. стр. 297—314.
- Шаркић, Срђан (2012). „Владарске титуле у средњовековној Србији” (PDF). Зборник радова Правног факултета у Новом Саду. 46 (2): 23—35.
- Шаркић, Срђан (2020). „Кривичноправне одредбе у законодавству Стефана Првовенчаног”. Стефан Првовенчани и његово доба. Београд: Историјски институт. стр. 379—388.